# Église Saint-Martin de Nouvion-le-Vineux
L'église Saint-Martin est une église située à Nouvion-le-Vineux, en France.

## Localisation
L'église est située sur la commune de Nouvion-le-Vineux, dans le département de l'Aisne.

## Protection
Le monument est classé au titre des monuments historiques en 1862.